# 遠鉄アシスト
遠鉄アシスト株式会社（えんてつあしすと）は、遠鉄グループの企業の一つ。静岡県浜松市を中心に、ビルサービス事業、マンション管理事業、指定管理事業、食品検査事業などの様々な事業を展開している。

## 沿革
- 1999年7月21日 - 会社設立
- 2000年9月16日 - 本社を田町から旭町に移転
- 2002年7月1日 - 遠鉄グループの事業再編により株式会社遠鉄総合サービス(現:遠鉄建設)からビル管理･清掃部門とマンション管理部門を営業譲受
- 2006年 - 浜松城・浜松まつり会館の指定管理者となる
- 2015年10月1日 - 遠州鉄道株式会社から食品検査部門を営業譲受
- 2017年11月19日 - 本社を浜松市中区鍛冶町へ移転
- 2018年1月1日 - 遠州鉄道(株)からスポーツクラブ事業を移管
- 2019年6月1日 - ビルサービス事業部を東区丸塚町に移転
- 2022年10月1日 - 本社を鍛冶町よりビルサービス事業部が入居する丸塚町へ移転、運行管理サービス事業を遠州鉄道(株)へ移管
- 2025年4月1日 - スポーツクラブ事業を遠州鉄道（株）へ営業譲渡[1]

## 主な受託先
- 浜松城
- 浜松まつり会館
- 浜松市立青少年の家
- 浜松こども館
- 可美公園
- 新橋体育センター
- 佐鳴湖公園
- 浜名湖体験学習施設 ウォット
- 渚の交流館
- 竜洋海洋公園
- 掛川森林果樹公園